# Lotnicze Pogotowie Ratunkowe
Lotnicze Pogotowie Ratunkowe – podmiot leczniczy niebędący przedsiębiorcą prowadzony w formie samodzielnego publicznego zakładu opieki zdrowotnej podległy Ministrowi Zdrowia, zajmujący się w polskim systemie opieki zdrowotnej udzielaniem świadczeń zdrowotnych w ramach ratownictwa medycznego, w tym wykonywaniem medycznych czynności ratunkowych, oraz wykonywaniem lotniczego transportu sanitarnego. Samodzielny Publiczny Zakład Opieki Zdrowotnej Lotnicze Pogotowie Ratunkowe powstał w 2000 roku. Zarządzeniem ministra zdrowia z 9 listopada 2016 r. nastąpiła zmiana nazwy podmiotu na „Lotnicze Pogotowie Ratunkowe”.

## Bazy HEMS

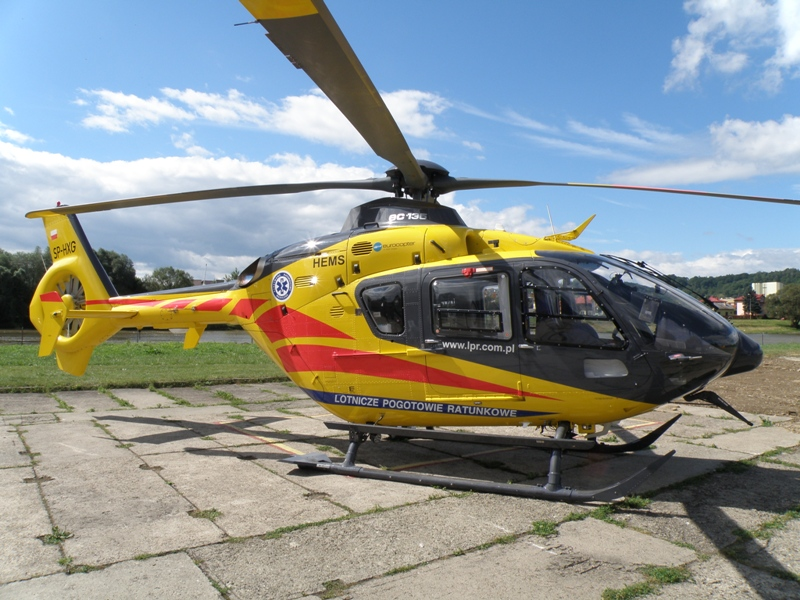
EC 135 w bazie LPR w Sanoku

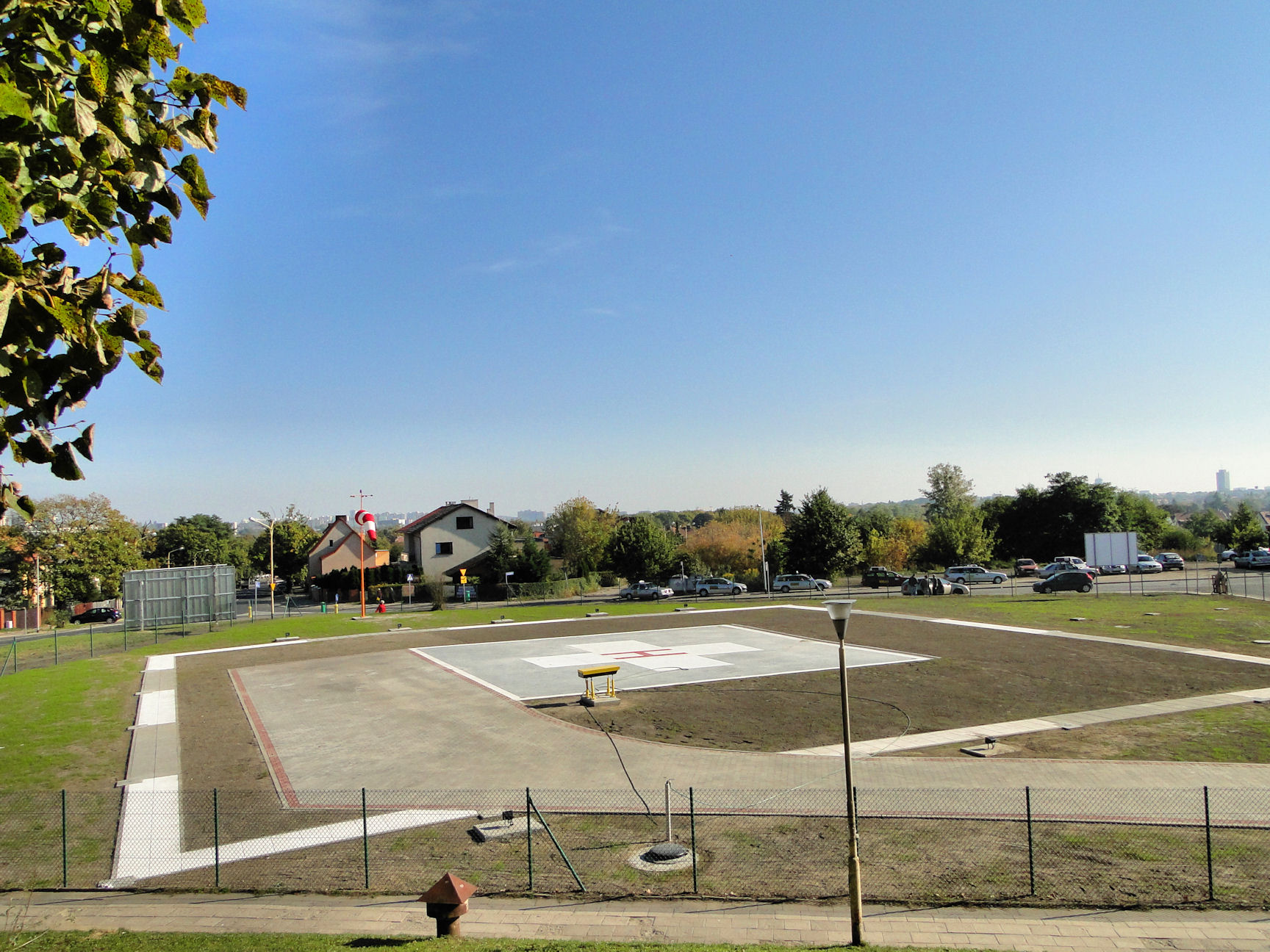
Całodobowe lądowisko dla śmigłowców przy Szpitalu Klinicznym Nr 1 w Szczecinie (ul. Unii Lubelskiej)

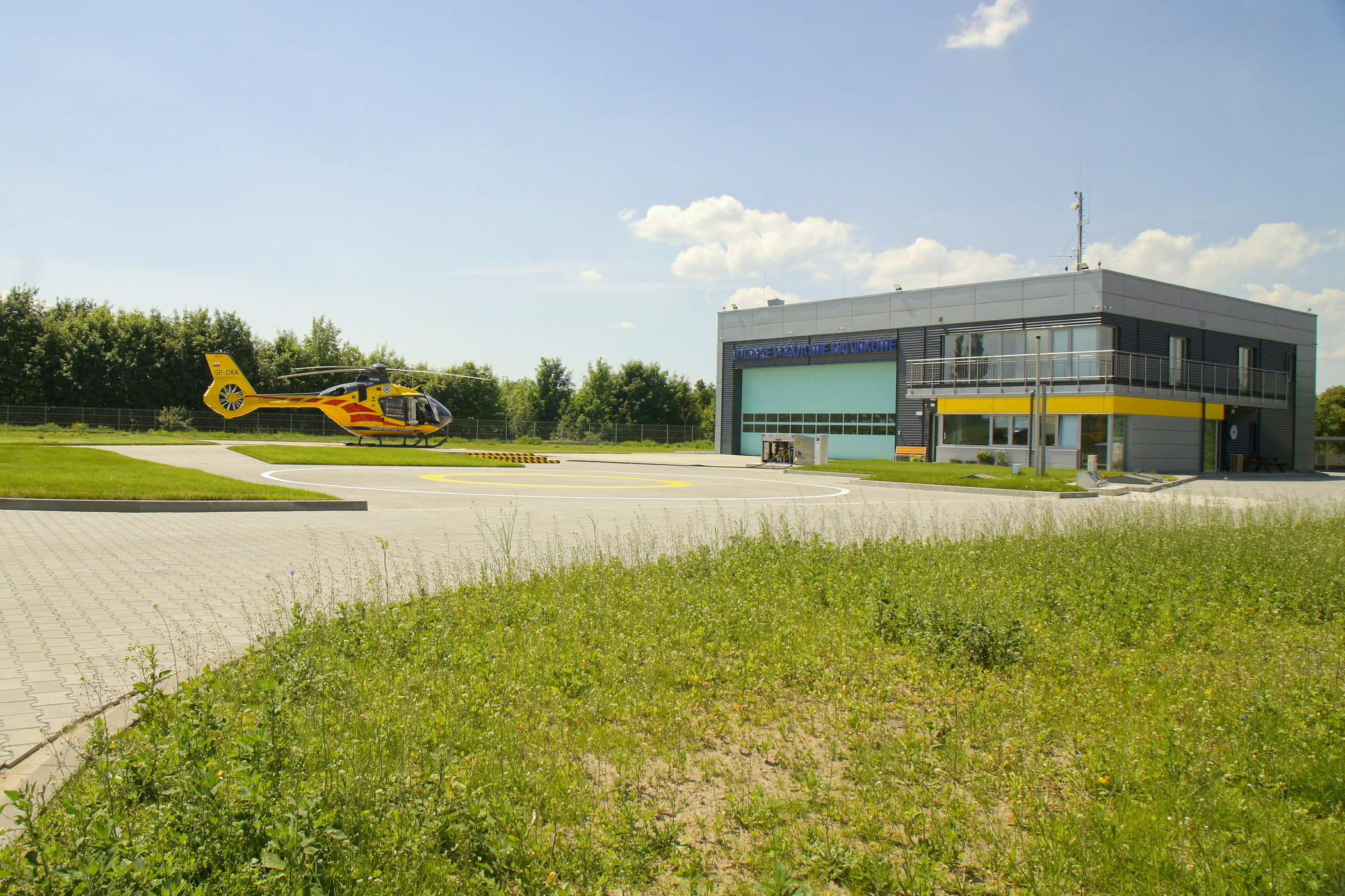
Baza przy Szpitalu Wojewódzkim w Gorzowie Wlkp.

W ramach LPR w Polsce funkcjonuje HEMS (ang. Helicopter Emergency Medical Service, pol. Śmigłowcowa Służba Ratownictwa Medycznego). Obecnie LPR dysponuje 21 bazami stałymi i 1 czasową.

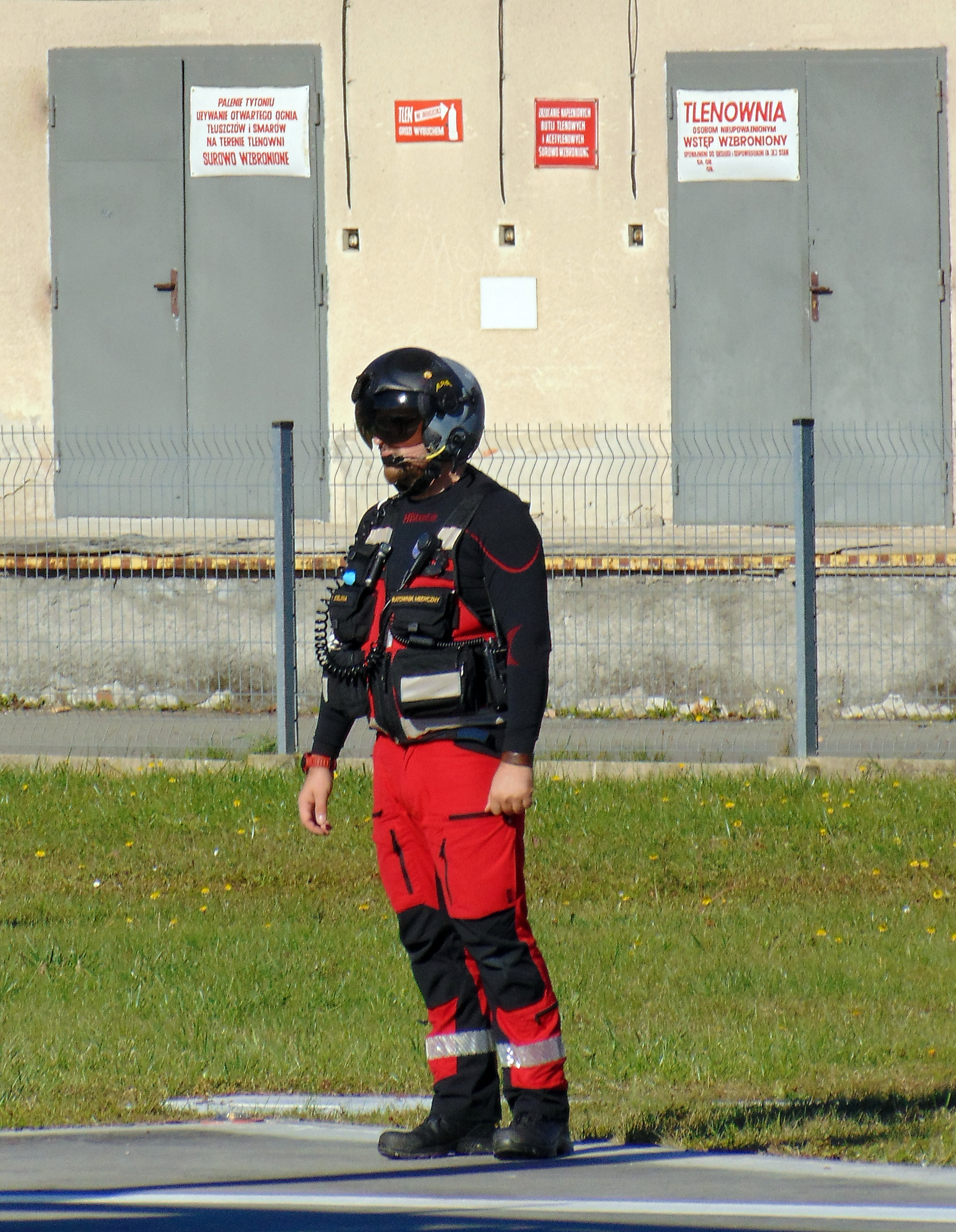
Ratownik medyczny Lotniczego Pogotowia Ratunkowego

W Polsce bazy Śmigłowcowej Służby Ratownictwa Medycznego (HEMS) znajdują się w następujących miejscowościach:
1. Białystok – Lotnisko Białystok-Krywlany – Ratownik 1; (EC 135); od 7:00 do 20:00
2. Bydgoszcz – Lądowisko Żołędowo – Ratownik 2; (EC 135); od 7:00 do 20:00
3. Gdańsk – Port lotniczy Gdańsk im. Lecha Wałęsy – Ratownik 3; (EC 135); 24 h/dobę
4. Katowice – Lotnisko Katowice-Muchowiec – Ratownik 4; (EC 135); od 7:00 do 20:00
5. Gorzów Wielkopolski - Lądowisko Gorzów Wlkp.-Szpital[4] - Ratownik 24; (EC 135); od 7:00 do 20:00
6. Kielce – Lotnisko Kielce-Masłów – Ratownik 5; (EC 135); od 7:00 do 20:00
7. Koszalin – Lądowisko Koszalin-Zegrze Pomorskie - Ratownik 22 - (EC 135); od 7:00 do 20:00 / baza sezonowa
8. Kraków – Lądowisko Kraków-Kokotów – Ratownik 6; (EC 135); 24 h/dobę
9. Lublin – Lądowisko LPR Janowice 32A – Ratownik 7; (EC 135); 24 h/dobę
10. Łódź – Port lotniczy Łódź-Lublinek – Ratownik 16; (EC 135); od 7:00 do 20:00
11. Olsztyn – Lądowisko Gryźliny – Ratownik 8; (EC 135); od 7:00 do 20:00
12. Opole – Lotnisko Opole-Polska Nowa Wieś – Ratownik 23; (EC 135); od 7:00 do 20:00[5]
13. Ostrów Wielkopolski – Lotnisko Ostrów Wielkopolski-Michałków - Ratownik 21; (EC 135)[6]; od 7:00 do 20:00
14. Płock – Lotnisko Płock – Ratownik 18; (EC 135); od 7:00 do 20:00
15. Poznań – Port lotniczy Poznań-Ławica – Ratownik 9; (EC 135); 24 h/dobę
16. Sanok – Lądowisko Sanok-Baza – Ratownik 10; (EC 135); od 7:00 do 20:00
17. Sokołów Podlaski – Lądowisko Sokołów Podlaski – Ratownik 19; (EC 135); od 7:00 do 20:00[7]
18. Suwałki – Lotnisko Suwałki – Ratownik 17; (EC 135); od 7:00 do 20:00
19. Szczecin – Port lotniczy Szczecin-Goleniów – Ratownik 11; (EC 135); 7:00 do 20:00
20. Warszawa – Lotnisko Babice – Ratownik 12; (EC 135); 24 h/dobę
21. Wrocław – Port lotniczy Wrocław-Strachowice – Ratownik 13; (EC 135); 24 h/dobę
22. Zielona Góra – Lotnisko Zielona Góra-Przylep – Ratownik 15; (EC 135); od 7:00 do 20:00

## Lądowiska i gminne miejsca lądowania
Zgodnie z definicją podaną w Ustawie prawo lotnicze, lądowiskiem jest obszar na lądzie, wodzie lub innej powierzchni, który może być w całości lub w części wykorzystywany do startów i lądowań naziemnego lub nawodnego ruchu statków powietrznych. Lądowisko przyszpitalne jest specyficznym miejscem do lądowania. Z definicji jest położone w pobliżu placówki ochrony zdrowia, co już powoduje spełnienie ostrych wymagań przepisów, choćby w sprawie ochrony środowiska (hałas). Dodatkowo przepisy lotnicze nakładają obowiązek na operatorów lotniczych (czyli w tym przypadku – Lotnicze Pogotowie Ratunkowe), aby na lądowiskach przyszpitalnych, położonych w środowisku nieprzyjaznym (brak miejsc umożliwiających w dowolnym momencie lądowanie awaryjne), użytkować śmigłowce w tak zwanej 1 klasie osiągowej – w każdej chwili podczas operacji startu i lądowania, musi być zapewniona możliwość przerwania procedury i bezpiecznego wylądowania lub odlotu na lądowisko/lotnisko zapasowe.
Od dnia 01.01.2017 roku każdy szpitalny oddział ratunkowy musi posiadać lądowisko (lub lotnisko) zgodnie z § 3 ust. 7, 8, 9, 10 i załącznikiem do Rozporządzenia Ministra Zdrowia z dnia 3 listopada 2011 r. w sprawie szpitalnego oddziału ratunkowego. Rozporządzenie to zostało zastąpione nowym z dnia 27 czerwca 2019 r., które również przewiduje taki obowiązek.
Miejsca gminne (gminne miejsca lądowania) są to miejsca lądowania śmigłowców w lotach HEMS realizowanych po zachodzie słońca, wyznaczone (docelowo) w każdej gminie, celem przekazania pacjenta z naziemnego zespołu ratownictwa medycznego do śmigłowca i odtransportowania go do specjalistycznego ośrodka wyposażonego w lądowisko całodobowe. Miejsce gminne nie jest lądowiskiem przyszpitalnym. W chwili powstania programu wyznaczania miejsc gminnych, były one formalnie tak zwanymi innymi miejscami przeznaczonymi do startów i lądowań (zgodnie z wytycznymi Prezesa Urzędu Lotnictwa Cywilnego). Obecnie znowelizowana Ustawa Prawo Lotnicze wycofała pojęcie innego miejsca przystosowanego do startów i lądowań. Mimo to program wyznaczania miejsc gminnych dla potrzeb LPR jest kontynuowany. Nazwa „miejsce gminne” została wymyślona przez Lotnicze Pogotowie Ratunkowe i nie funkcjonuje jako termin ustawowy.

## Dyżury
W kwietniu 2011 r. LPR wydłużyło dyżur o porę nocną w bazach: w Warszawie (24h przez cały rok), w Gdańsku i Wrocławiu (od 7:00 do 23:00 przez cały rok), w 2012 r. w Białymstoku, Szczecinie i Krakowie (od 7:00 do 20:00 przez cały rok), w 2013 r. w Olsztynie, Lublinie i Poznaniu (od 7:00 do 20:00 przez cały rok), w 2018 r. w Łodzi, Zielonej Górze, Sanoku i Suwałkach (od 7:00 do 20:00 przez cały rok). Od 2015 r. do końca 2023 r. cztery bazy pełniły dyżur całodobowy (Warszawa, Kraków, Wrocław, Gdańsk). Od 2024 r. sześć baz (do czterech wspomnianych całodobowych baz dołączyły bazy w Poznaniu i Lublinie). Pozostałe bazy pełnią dyżury od godz. 7:00 do godziny 20:00, a w kilku kolejnych wybranych bazach być może wprowadzi się dyżur całodobowy.

## Wyposażenie

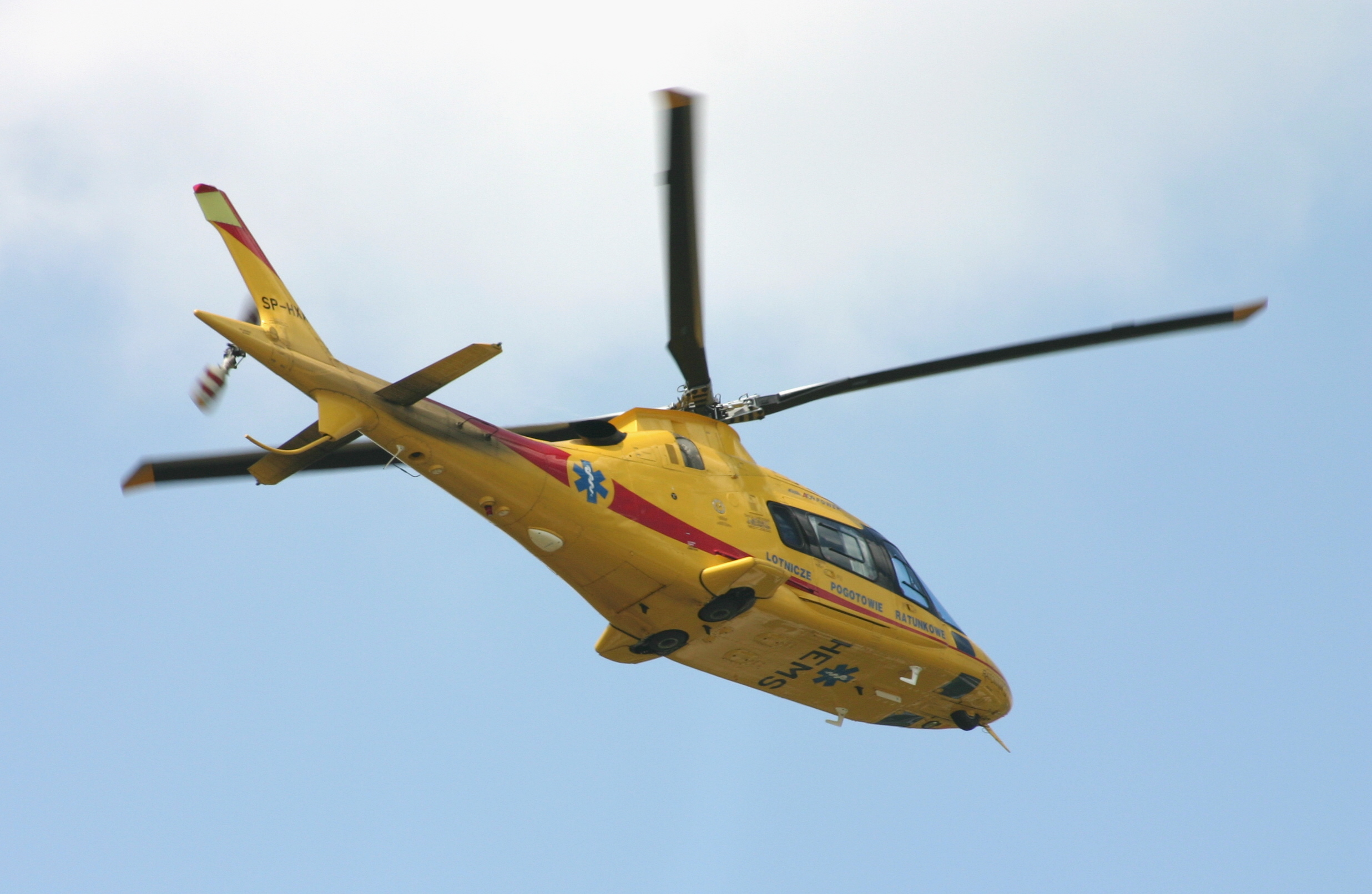
Śmigłowiec Agusta A109 Power Lotniczego Pogotowia Ratunkowego podczas Międzynarodowego Pikniku Lotniczego „Góraszka” w 2007 (maszyna uległa wypadkowi w 2009 roku i została skreślona ze stanu)

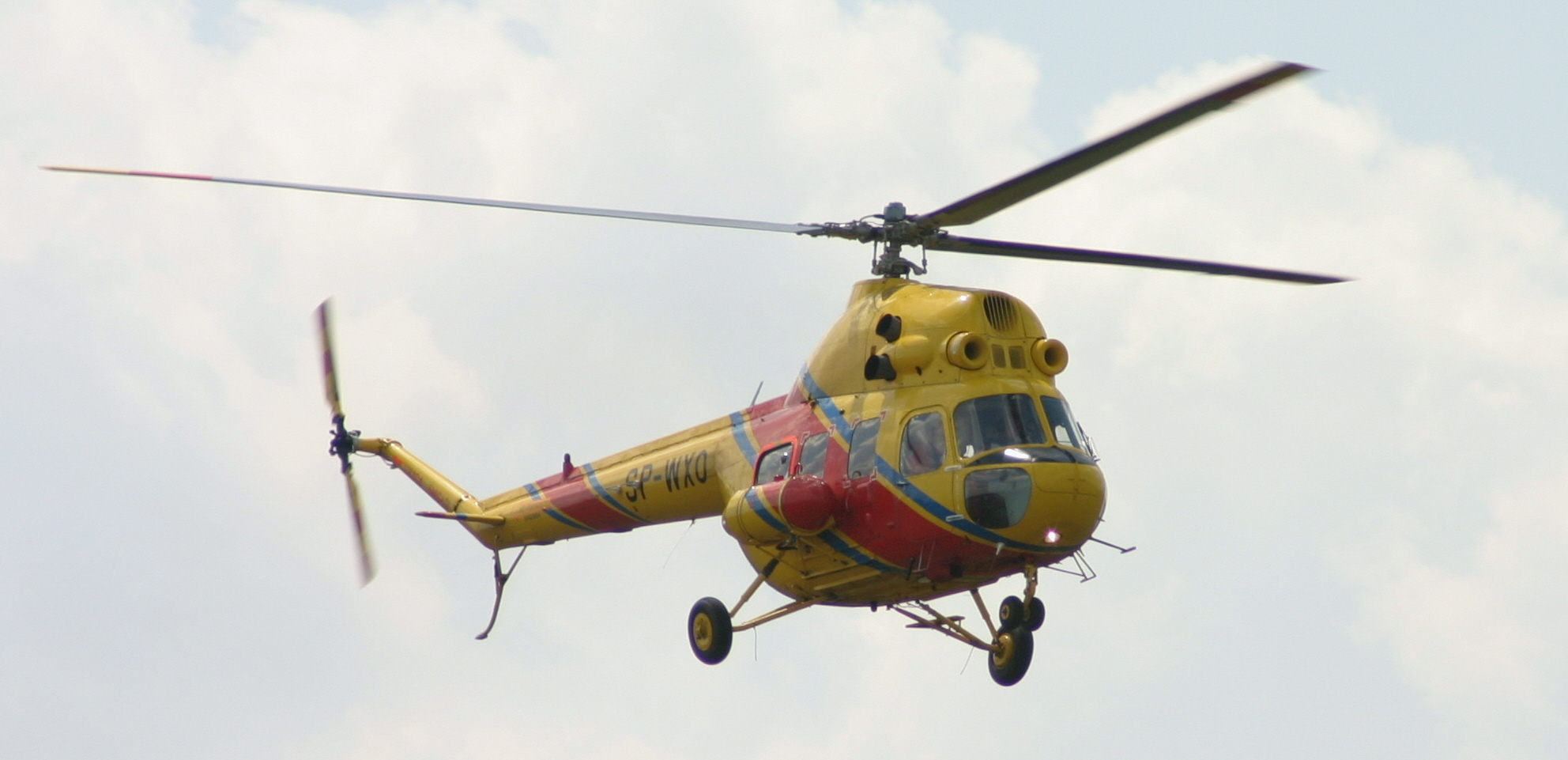
Eksploatację Mi-2 Plus zakończono w 2011

Do wiosny 2011 r. w użyciu były śmigłowce Mi-2 plus. W 2008 r. po rozstrzygnięciu przetargu firma Eurocopter ze swoim modelem EC 135 P2+ została wybrana na dostawcę 23 maszyn i jednego symulatora lotu. Oficjalna prezentacja pierwszej maszyny (SP-HXB) odbyła się na lotnisku Warszawa-Babice 10 września 2009 roku. Pozostałe 22 śmigłowce zostały dostarczone do końca 2010 roku (przekazanie 2 ostatnich maszyn odbyło się 16 grudnia 2010 roku). Konieczność zmiany śmigłowców Mi-2 plus wynikała m.in. z powodu niespełniania wymogów osiągowych dla śmigłowców HEMS, wykonujących operacje w tak zwanym środowisku nieprzyjaznym w zwartej zabudowie miejskiej, wymaganych przez przepisy JAR-OPS 3 oraz nieprzystawania dotychczas użytkowanych śmigłowców do współczesnych wymogów i standardów medycznego ratownictwa lotniczego. Z uwagi na konieczność szkoleń i zapoznania z nowym sprzętem pierwsze nowe śmigłowce LPR weszły do służby (HEMS) w grudniu 2009, ostatnie rozpoczęły dyżury w kwietniu 2011 roku.

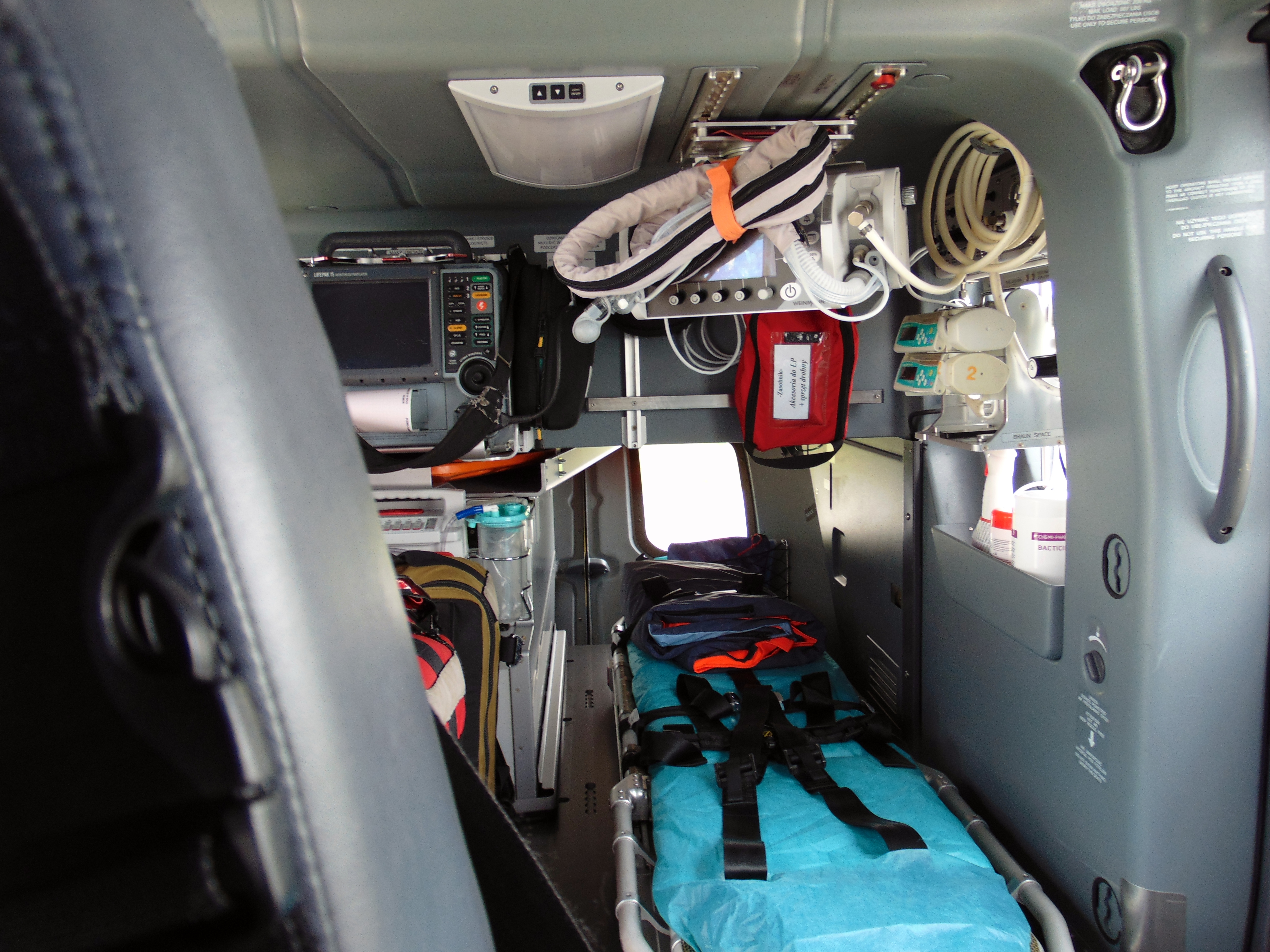
Wnętrze śmigłowca medycznego EC 135

Śmigłowce LPR mają wyposażenie i obsadę podobną jak specjalistyczny zespół ratownictwa medycznego. Używane często jako pomoc dla obciążonych zespołów pogotowia ratunkowego lub w przypadkach wymagających natychmiastowego transportu rannego do specjalistycznego ośrodka.
Zadania ratunkowe są wykonywane przez stanowiące obecnie trzon wyposażenia śmigłowce Eurocopter EC 135. Pierwszą bazą, która otrzymała nowy śmigłowiec był Kraków, w grudniu 2009. Dyżury z użyciem nowych maszyn pełnione są obecnie w 22 bazach (21 stałych, 1 tymczasowa). 
Wciąż trwają szkolenia załóg oraz strażaków odpowiedzialnych za bezpieczeństwo podczas lądowań w nocy oraz trwa wyznaczanie i weryfikacja tak zwanych miejsc gminnych dla śmigłowców LPR. W 2011 r. zrealizowano 1456 lotów po zachodzie słońca, w tym 542 loty ratunkowe i 914 lotów szkolnych, przebazowań itp. Na potrzeby nocnych lotów w całej Polsce wyznaczono już niemal 2000 miejsc gminnych, gdzie przy zabezpieczeniu przez strażaków możliwe jest lądowanie śmigłowca w porze nocnej. Oprócz miejsc gminnych, śmigłowce wykonują nocne misje HEMS bezpośrednio do miejsca zdarzenia, a także zdarzeń, które miały miejsce na autostradach i innych drogach dwujezdniowych. Do dnia 1 czerwca 2015 roku wszystkie maszyny EC 135 latające w ramach LPR wykonały 150 tys. lądowań.
Większa prędkość maszyny umożliwiła zwiększenie skutecznego zasięgu udzielania pomocy z dotychczasowych 60 km (Mi-2) do 80 km (dla Eurocoptera), których osiągnięcie jest możliwe w czasie 23 minut.
Dla porównania w Czechach, użytkujących (prócz innych maszyn) wersję EC 135 T2 i T2+, siatkę lotniczych jednostek ratowniczych zaplanowano tak, by większość punktów na terenie kraju nie była oddalona o więcej niż ok. 50 km od jednej z baz HEMS, a w Niemczech bazy śmigłowców Ratownictwa lotniczego ADAC rozmieszczono tak, by pomoc mogła dotrzeć na miejsce wypadku drogowego w ciągu 15 minut, promień działania mieści się w przedziale 50-70 km.
LPR korzystało również ze śmigłowca Agusta A109E Power, służącego jako Ratownik 12. Uległ on jednak wypadkowi 20 listopada 2009 w Warszawie.
Lotnicze Pogotowie Ratunkowe dysponuje też dwoma samolotami samolotów sanitarnych Piaggio P.180 Avanti (Avanti I i Avanti II) stacjonującymi na Lotnisku Chopina w Warszawie. Wykorzystywane są one głównie do szybkiego transportu pacjentów na duże odległości.
W grudniu 2015 roku na lotnisku Warszawa Babice wylądowały cztery nowe śmigłowce (Airbus Helicopters H135 P3). Po ich dostawie Minister Zdrowia podjął decyzję o utworzeniu na terenie kraju czterech nowych baz HEMS w Opolu, Sokołowie Podlaskim, Ostrowie Wielkopolskim oraz Gorzowie Wielkopolskim.
31 lipca 2018 roku rozstrzygnięto przetarg na dostawę dwóch śmigłowców Robinson R44 Raven II. 13 sierpnia 2018 roku, LPR zawarło umowę na dostawę trzech samolotów Tecnam P2008JC MK II. Maszyny mają posłużyć do szkolenia wstępnego pilotów LPR. Dostawcą samolotów jest firma Bartolini Air.
13 grudnia 2019 roku podpisano umowę na zakup dwóch samolotów sanitarnych Learjet 75 na potrzeby Samolotowego Zespołu Transportowego. 16 grudnia 2021 roku wylądowała pierwsza maszyna, zaś 20 grudnia odebrano drugą maszynę.

### Flota
| Śmigłowce | Śmigłowce            | Śmigłowce           | Śmigłowce | Śmigłowce                                                                       |
| Zdjęcie   | Model                | Wersja              | Ilość     | Uwagi                                                                           |
| --------- | -------------------- | ------------------- | --------- | ------------------------------------------------------------------------------- |
|           | EC135                | P2+P3               | 1710      | Podstawowy śmigłowiec HEMS.                                                     |
|           | Robinson R44         | Raven II            | 2         | Używane do szkolenia.                                                           |
| Samoloty  |                      |                     |           |                                                                                 |
| Zdjęcie   | Model                | Wersja              | Ilość     | Uwagi                                                                           |
|           | Piaggio P.180 Avanti | Avanti II           | 1         | Używane przez Samolotowy Zespół Transportowy, do transportu między szpitalnego. |
|           | Learjet 75           | Learjet 75 Liberty  | 2         | Używane przez Samolotowy Zespół Transportowy, do transportu między szpitalnego. |
|           | Tecnam P2008         | Tecnam P2008JC MkII | 3         | Używane do szkolenia.                                                           |

## Lista dyrektorów
- Robert Gałązkowski (2008–2024)
- Beata Strzałkowska (w 2024 jako p.o.)[1]
- Marcin Podgórski (od 2024)[1]